# Metro v Norimberku
Metro v Norimberku, německy Nürnberg U-Bahn, je metro provozováno společností VAG Nürnberg (Verkehrsaktiengesellschaft Nürnberg, česky Norimberská dopravní společnost). Toto metro je nejnovější z německých sítí metra.
Vozy DT1 norimberského metra mají většinou stejný design jako vozy typu A v Mnichově. Obě společnosti si vozy vzájemně půjčovaly pro významné události, jakou byla Olympiáda v Mnichově, tedy ještě v době, kdy byly oba systémy ve svých začátcích. To dnes již není možné, jelikož obě společnosti vyvinuly postupy, které to znemožňují. Vozy by se předtím musely upravit. Novější Norimberské vozy (DT2) jsou nekompatibilní s mnichovským systémem.
Metro přepraví 316 000 cestujících denně.

## Historie
- 20. března 1967 německý ministr dopravy Georg Leber a norimberský starosta Andreas Urschlechter položili základní kámen pro nové metro.
- 1. března 1972 byla otevřena první, 3,7 km dlouhá, část linky U1 z Langwasser Süd do Bauernfeindstraße. Během několika příštích let byly otevřeny další úseky linky U1.
- 28. února 1984 byla otevřena druhá linka metra a vedla od Plärrer do Schweinau. Tato linka eventuálně může vést až na letiště.
- V roce 2004 bylo společností VGA zakoupeno 6 vozů typu A k doplnění vozového parku. Nicméně odlišnosti mezi mnichovský a norimberským systémem zapříčinily, že mnichovské vozy nešly napojit s norimberskými do jedné soupravy. VGA se rozhodla, že mnichovské vozy nechá v původním nátěru, protože se nevyplatí je nechat přelakovat, neboť se stejně blíží konec jejich životnosti.
- 4. prosince 2004 byla otevřena nová, 1,3 km dlouhá, sekce linky U1 do Fürth, táhnoucí se od Stadthalle do Klinikum.
- 8. prosince 2007 byla linka U1 dále rozšířena do Fürth Hardhöhe.

## Síť metra
Síť je dlouhá 38,2 km a má 49 stanic. Všechny stanice jsou dostupné invalidům a tím je tento systém v Německu ojedinělý. Další specialitou je, že kolejnice nejsou na pražcích, ale na betonové podložce.